# John Thomas Folda
John Thomas Folda (Omaha, 8 agosto 1961) è un vescovo cattolico statunitense, dall'8 aprile 2013 vescovo di Fargo.

## Biografia
John Thomas Folda è nato a Omaha l'8 agosto 1961 ed è il più giovane dei tre figli di James e Mabel Folda.

### Formazione e ministero sacerdotale
Ha frequentato l'Archbishop Ryan High School ad Omaha e poi ha ottenuto un Bachelor of Arts e un Master of Arts in ingegneria elettrica all'Università del Nebraska. Nell'agosto del 1983 è entrato nel seminario "San Carlo Borromeo" di Overbrook. Nel 1988 ha conseguito il Master of Divinity.
Il 27 maggio 1989 è stato ordinato presbitero per la diocesi di Lincoln da monsignor Glennon Patrick Flavin. In seguito è stato vicario parrocchiale della parrocchia della cattedrale di Cristo Risorto e insegnante di religione presso la Saint Pius X High School a Lincoln dal 1989 al 1991. Nel 1991 è stato inviato a Roma per studi. Nel 1993 ha conseguito la licenza in teologia spirituale presso la Pontificia università "San Tommaso d'Aquino". Tornato in patria è stato parroco delle parrocchie di San Paolino a Syracuse e della Santissima Trinità ad Avoca e insegnante presso la Lourdes High School di Nebraska City dal 1993 al 1995; membro del collegio dei consultori dal 1994 al 1999; parroco delle parrocchie di San Leone a Palmyra e di San Martino a Douglas dal 1995 al 1997; direttore diocesano dell'educazione religiosa, cerimoniere vescovile, co-vicario per la vita consacrata e censor librorum dal 1997 al 1999; padre spirituale del seminario minore "San Gregorio Magno" a Seward dal 1998 al 1999 e rettore dello stesso dal 1999 alla nomina episcopale. È stato anche presidente dell'Associazione nazionale dei seminari universitari dal 2008 al 2010.
È stato membro della Conferenza cattolica del Nebraska dal 1993, del consiglio finanziario diocesano dal 2002, del comitato etico del St. Elizabeth Hospital dal 2003, del consiglio presbiterale, del comitato per l'educazione permanente dei sacerdoti, del consiglio dei servizi sociali cattolici.
Nel 2007 è stato nominato cappellano di Sua Santità.

### Ministero episcopale
L'8 aprile 2013 papa Francesco lo ha nominato vescovo di Fargo. Ha ricevuto l'ordinazione episcopale il 19 giugno successivo dall'arcivescovo metropolita di Saint Paul e Minneapolis John Clayton Nienstedt, co-consacranti l'arcivescovo metropolita di Denver Samuel Joseph Aquila e il vescovo di Lincoln James Douglas Conley.
Nel settembre del 2013, mentre partecipavano a un corso per i vescovi di nomina recente a Roma, monsignor Folda e il vescovo di Tyler Joseph Edward Strickland hanno contratto l'epatite A per aver consumato del cibo contaminato.
Oltre all'inglese, conosce l'italiano e lo spagnolo.

## Genealogia episcopale
La genealogia episcopale è:
- Cardinal Scipione Rebiba
- Cardinale Giulio Antonio Santori
- Cardinale Girolamo Bernerio, O.P.
- Arcivescovo Galeazzo Sanvitale
- Cardinale Ludovico Ludovisi
- Cardinale Luigi Caetani
- Cardinale Ulderico Carpegna
- Cardinale Paluzzo Paluzzi Altieri degli Albertoni
- Papa Benedetto XIII
- Papa Benedetto XIV
- Papa Clemente XIII
- Cardinale Marcantonio Colonna
- Cardinale Giacinto Sigismondo Gerdil, B.
- Cardinale Giulio Maria della Somaglia
- Cardinale Carlo Odescalchi, S.I.
- Cardinale Costantino Patrizi Naro
- Cardinale Lucido Maria Parocchi
- Papa Pio X
- Cardinale Gaetano De Lai
- Cardinale Raffaele Carlo Rossi, O.C.D.
- Cardinale Amleto Giovanni Cicognani
- Cardinale Pio Laghi
- Cardinale Adam Joseph Maida
- Arcivescovo John Clayton Nienstedt
- Vescovo John Thomas Folda

## Araldica
| Stemma | Titolare                           | Descrizione |
|        | John Thomas Folda Vescovo di Fargo | Secondo la tradizione araldica ecclesiastica dei paesi anglosassoni, lo stemma del vescovo è impalato con quello della diocesi a simboleggiare la relazione tra l'uomo e l'ufficio che ricopre. Nella parte destra dello scudo (in araldica, destra e sinistra si scambiano dal punto di vista dell'osservatore poiché è consuetudine considerare la parte destra e sinistra dal punto di vista del soldato che teneva in mano il proprio scudo e lo descriveva dal suo punto di vista), troviamo rappresentato lo stemma della diocesi di Fargo. Al centro di esso vi è la croce di Cristo. I colori del disegno, oro e azzurro, sono quelli tradizionali della Beata Vergine Maria, invocata come patrona della diocesi con il titolo della sua Immacolata Concezione. Al centro della croce vi è un ferro di cavallo, che allude a William George Fargo (1818-1881), omonimo della città sede della diocesi e co-fondatore della Wells Fargo & Co., le cui diligenze trasportavano corrieri espresso, fondi bancari e coloni in tutto il Midwest. In alto a sinistra vi è un covone di grano che ricorda l'importante prodotto agricolo del Dakota del Nord, così come il pane che diventa il corpo di Cristo nella celebrazione dell'Eucaristia. Nella parte sinistra dello scudo vi è lo stemma di monsignor Folda. Esso incorpora i colori e la disposizione degli stessi presenti nello stemma della diocesi di Lincoln per la quale monsignor Folda è stato ordinato sacerdote nel 1989. Nella fascia azzurra in cima allo scudo (il capo) vi è una stella che rappresentare la Madonna, anch'essa tratta dallo stemma della diocesi di Lincoln. Accanto alla stella vi è una colomba, simbolo dello Spirito Santo e attributo di San Gregorio Magno, papa e dottore della Chiesa, che è spesso raffigurato con una colomba vicino all'orecchio mentre scrive. Il vescovo Folda è stato rettore del seminario "San Gregorio Magno" a Seward, Nebraska, dal 1999 al 2013. Su una striscia verticale rossa vi è un Chi-Rho, l'antico monogramma di Nostro Signore composto dalle prime due lettere greche nel nome Cristo. Dalla base dello scudo spunta un'aquila, usata fin dall'antichità per alludere a San Giovanni Evangelista, autore del quarto Vangelo e patrono battesimale del vescovo Folda. Come motto ha scelto l'espressione "Verbum caro factum est". Esso è tratto dal prologo del Vangelo secondo Giovanni "Il Verbo si è fatto carne" (Gv. 1, 14). Come il Chi-Rho attira lo sguardo dello spettatore su Cristo al centro dello scudo, così il motto attira il cuore dello spettatore a contemplare l'incarnazione, uno dei misteri centrali della fede cristiana. Lo stemma è completato con gli ornamenti esterni che sono una croce processionale episcopale d'oro, posta dietro allo scudo e che si estende sopra e sotto lo stesso e un cappello ecclesiastico chiamato galero, con sei nappe in tre file su entrambi i lati dello scudo. Queste sono le insegne araldiche di un prelato del grado di vescovo come da disposizione della Santa Sede del 31 marzo 1969. |